# 鶴賀皇史朗
鶴賀 皇史朗（つるが こうしろう、1980年 - ）は、日本の俳優、和太鼓奏者、声優。福岡県出身。パブリックチャンネル所属。

## 来歴
1989年、9歳の時から和太鼓を始める。1999年に博多座でのオーディションに合格、主役として抜擢され、以降役者としての活動も開始、2008年には芸能事務所パブリックチャンネルに所属しプロとしての活動を本格化。またラジオドラマや番組ナレーション、CMなど声優としても数多く活動している。

## 主な出演作品

### テレビ
- 「そんじょそこら商店街」（NHK） - 坂本直樹 役[6]
- 「博多 はたおと」（NHK） - 西間浩太郎 役[7]
- 「舞いあがれ!」（NHK） - 小此木（おこのぎ）役[8][9]
- 「実感ドドド!」（NHK） - ナレーション[10]
- 「目撃!にっぽん」（NHK） - ナレーション[11]

### 舞台
- 「DANDO～打人～」（CAPRI）作・演出・出演[12]
- 「葵上」（アートマネージメントセンター福岡） - 若林光 役[13]
- 「NCB音楽祭」（僕で良ければ） - 朗読[14]
- 「繁盛店にはわけがある」（万能グローブ ガラパゴスダイナモス）[15]

### ラジオドラマ
- FMシアター（NHK-FM）
  - 「女房はくれてやる」（2006年6月3日）[16]
  - 「水の中の月」（2008年3月1日）[17]
  - 『「ありがとう」と言えるまで』（2025年4月19日）[18] - 江口トシフミ 役

### 和太鼓
- 太鼓集団「三撥」「鼓夢」- 座長[2][19]